# Debbie Dunn
Debbie Dunn (26 marzo 1978) è una velocista statunitense, specializzata nei 400 metri piani.
In carriera è stata campionessa mondiale della staffetta 4×400 metri a Berlino 2009 e campionessa mondiale indoor dei 400 metri piani a Doha 2010.

## Record nazionali

### Seniores
- Staffetta 4×400 metri indoor: 3'27"34 ( Doha, 14 marzo 2010)  (Debbie Dunn, DeeDee Trotter, Natasha Hastings, Allyson Felix)

## Palmarès
| Anno | Manifestazione      | Sede           | Evento      | Risultato | Prestazione | Note                                     |
| ---- | ------------------- | -------------- | ----------- | --------- | ----------- | ---------------------------------------- |
| 2006 | Mondiali indoor     | Mosca          | 4×400 m     | Argento   | 3'28"63     | Miglior prestazione personale stagionale |
| 2007 | Campionati NACAC    | San Salvador   | 400 m piani | Oro       | 52"68       |                                          |
| 2007 | Campionati NACAC    | San Salvador   | 4×400 m     | Oro       | 3'29"15     |                                          |
| 2007 | Giochi panamericani | Rio de Janeiro | 400 m piani | 8ª        | 52"97       |                                          |
| 2007 | Giochi panamericani | Rio de Janeiro | 4×400 m     | Bronzo    | 3'27"84     |                                          |
| 2009 | Mondiali            | Berlino        | 400 m piani | 6ª        | 50"35       |                                          |
| 2009 | Mondiali            | Berlino        | 4×400 m     | Oro       | 3'17"83     | Miglior prestazione mondiale stagionale  |
| 2010 | Mondiali indoor     | Doha           | 400 m piani | Oro       | 51"04       |                                          |
| 2010 | Mondiali indoor     | Doha           | 4×400 m     | Oro       | 3'27"34     | Miglior prestazione mondiale stagionale  |

## Altre competizioni internazionali
2010
- Argento in Coppa continentale ( Spalato), 400 m piani - 50"21
- Oro in Coppa continentale ( Spalato), 4×400 m - 3'26"37